# 陈岩野墓
陈岩野墓为反清义士陈岩野的衣冠冢。位于锦岩观光市场西侧，陈岩野曾秘密安葬于此10年，现在留下的是民国时期建筑。陈岩野在清顺治四年（1647年）被清廷于广州杀害后，其挚友罗炳汉到刑场收其尸首，运到大良罗家花园内安葬。

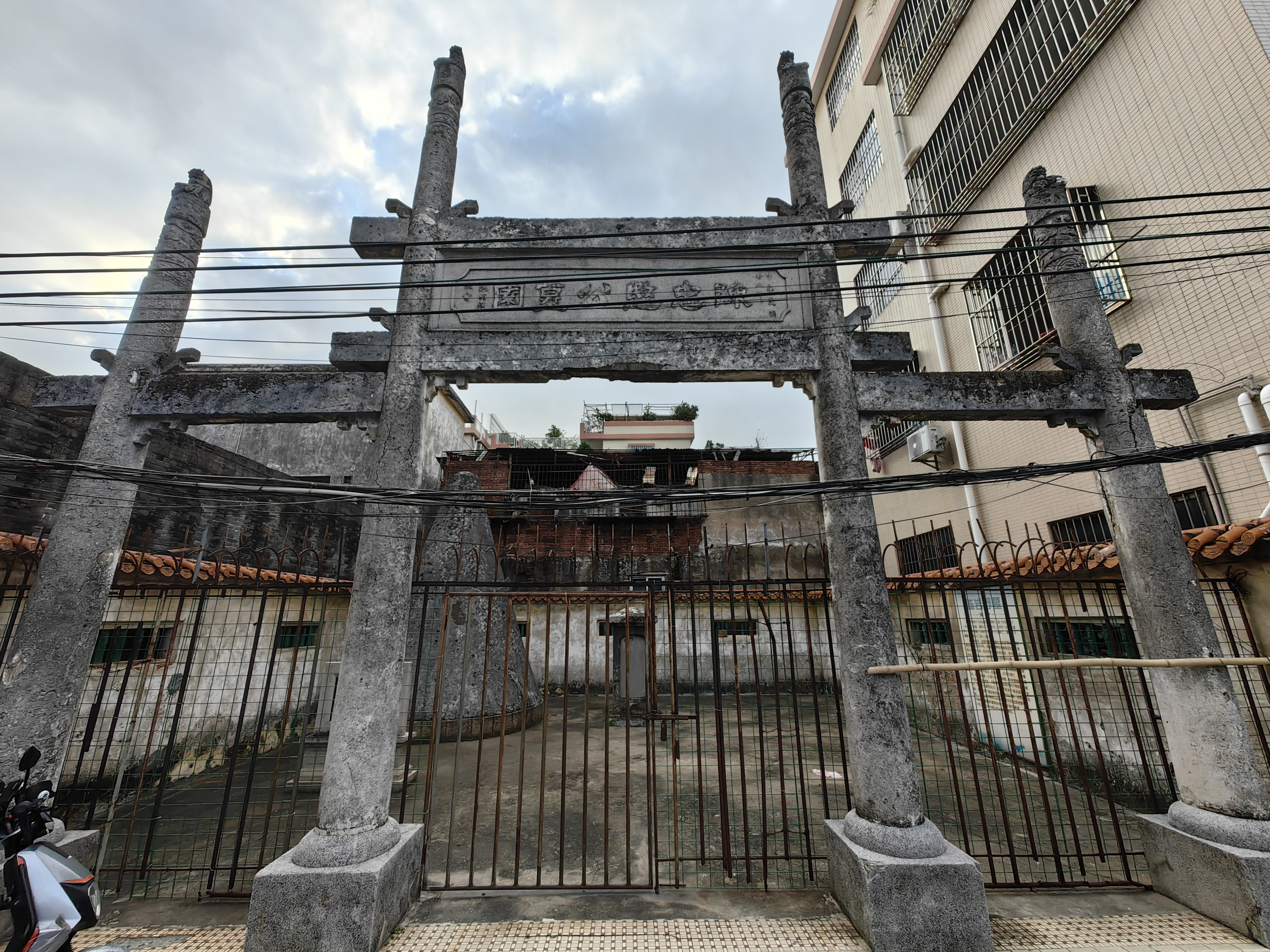
陈岩野墓牌坊

现在墓前有四柱牌坊，为民国所建，正面刻着“陈忠愍墓园，民国二十二年”，背面刻“天地正气”四字。墓园面积近100平方米，西侧有一个底径约1米、高2米多的尖顶石灰圆柱墓冢。中央立有一块平顶四面碑，正面刻有"陈忠愍公真像"，其余三面分别刻有1933年简朝亮、1948年胡毅生、1987年潘小磬等人捐款重修记录。
2006年列入佛山市文物保护单位。